# Castel di Guido
Castel di Guido är Roms fyrtiofemte zon och har beteckningen Z. XLV. Zonen är uppkallad efter borgen Castel di Guido. Zonen Castel di Guido bildades år 1961. 
Castel di Guido gränsar till Casalotti, Gianicolense, La Pisana, Ponte Galeria, Fiumicino och Maccarese Nord.

## Kyrkobyggnader
- Corpus Domini a Massimina
- Madonna di Fatima
- Santa Maria Goretti
- Spirito Santo
- Santi Marco Evangelista e Pio X
- Sant'Antonio Abate del Casale della Bottaccia
- Cimitero Castel di Guido

## Arkeologiska lokaler
- Polledrara di Cecanibbio
- Mausoleo di Castel di Guido
- Villa di Castel di Guido
- Villa dell'Olivella

## Övrigt
- Casale della Bottaccia
- Borgo di Castel di Guido
- Casali della Pisana
- Bosco di Massimina
- Oasi Castel di Guido
- Tenuta Macchiagrande di Galeria o di Castel di Guido
- Tenuta di Malagrotta